# New Mills AFC
New Mills AFC (celým názvem: New Mills Association Football Club) je anglický fotbalový klub, který sídlí ve městě New Mills v nemetropolitním hrabství Derbyshire. Založen byl v roce 1919. Od sezóny 2018/19 hraje v North West Counties League Division One South (10. nejvyšší soutěž). Klubové barvy jsou černá a žlutá.
Své domácí zápasy odehrává na stadionu Church Lane s kapacitou 1 400 diváků.

## Úspěchy v domácích pohárech
Zdroj: 
- FA Cup
  - 2. předkolo: 1976/77, 1978/79, 2010/11, 2012/13
- FA Trophy
  - 3. předkolo: 1976/77, 2012/13
- FA Vase
  - 5. kolo: 2009/10

## Umístění v jednotlivých sezonách
Stručný přehled
Zdroj: 
- 1974–1978: Cheshire County League
- 1978–1981: Cheshire County League (Division One)
- 1981–1982: Cheshire County League (Division Two)
- 1982–1983: North West Counties League (Division Two)
- 1987–2001: Manchester League (Division One)
- 2001–2004: Manchester League (Premier Division)
- 2004–2008: North West Counties League (Division Two)
- 2008–2011: North West Counties League (Premier Division)
- 2011–2012: Northern Premier League (Division One South)
- 2012–2016: Northern Premier League (Division One North)
- 2016–2017: North West Counties League (Premier Division)
- 2017–2018: North West Counties League (Division One)
- 2018– : North West Counties League (Division One South)

Jednotlivé ročníky
Zdroj: 
Legenda: Z – zápasy, V – výhry, R – remízy, P – porážky, VG – vstřelené góly, OG – obdržené góly, +/- – rozdíl skóre, B – body, červené podbarvení – sestup, zelené podbarvení – postup, fialové podbarvení – reorganizace, změna skupiny či soutěže
| Sezóny  | Liga                                            | Úroveň | Z  | V  | R  | P  | VG  | OG  | +/-  | B   | Pozice |
| ------- | ----------------------------------------------- | ------ | -- | -- | -- | -- | --- | --- | ---- | --- | ------ |
| 2009/10 | North West Counties League (Premier Division)   | 9      | 42 | 27 | 9  | 6  | 108 | 38  | +70  | 90  | 2.     |
| 2010/11 | North West Counties League (Premier Division)   | 9      | 42 | 32 | 6  | 4  | 102 | 38  | +64  | 102 | 1.     |
| 2011/12 | Northern Premier League (Division One South)    | 8      | 42 | 17 | 12 | 13 | 79  | 76  | +3   | 63  | 9.     |
| 2012/13 | Northern Premier League (Division One North)    | 8      | 42 | 26 | 7  | 9  | 107 | 69  | +38  | 85  | 3.     |
| 2013/14 | Northern Premier League (Division One North)    | 8      | 42 | 12 | 9  | 21 | 68  | 95  | -27  | 45  | 16.    |
| 2014/15 | Northern Premier League (Division One North)    | 8      | 42 | 6  | 7  | 29 | 56  | 107 | -51  | 25  | 21.    |
| 2015/16 | Northern Premier League (Division One North)    | 8      | 42 | 0  | 3  | 39 | 26  | 156 | -130 | 3   | 22.    |
| 2016/17 | North West Counties League (Premier Division)   | 9      | 42 | 8  | 9  | 25 | 65  | 102 | -37  | 33  | 20.    |
| 2017/18 | North West Counties League (First Division)     | 10     | 42 | 14 | 7  | 21 | 68  | 95  | -27  | 49  | 14.    |
| 2018/19 | North West Counties League (Division One South) | 10     | 42 |    |    |    |     |     |      |     |        |